# 加藤敏 (精神科医)
 加藤 敏（かとう さとし、1949年 - ）は、日本の医学者、精神科医。専門は精神神経科学、精神病理学。学位は博士（医学）。自治医科大学医学部教授を経て、2015年自治医科大学名誉教授、2023年小山富士見台病院名誉院長。

## 来歴
- 1949年 - 愛知県に生まれる
- 1975年 - 東京医科歯科大学医学部卒業。東京医科歯科大学神経精神科研修医
- 1976年 - INTERIM ECFMG CERTIFICATE 取得
- 1977年 - 自治医科大学附属病院シニアレジデント
- 1980年 - 自治医科大学助手
- 1982年 - 自治医科大学精神医学教室講師
- 1985年〜1986年 - ストラスブール大学医学部精神医学教室留学（フランス政府給費留学生）
- 1994年 - 博士（医学）（自治医科大学）
- 1995年 - 自治医科大学精神医学教室助教授
- 2000年 - 自治医科大学精神医学教室主任教授[1][2]
- 2015年 - 自治医科大学名誉教授
- 2015年 - 小山富士見台病院院長
- 2023年 - 小山富士見台病院名誉院長

## 受賞
- 1996年 島崎・島薗・高橋学術賞

　“Thème de la mort et de la coupure  chez les  schizophrènes” L’Evolution Psychopathologiques 58：727-　742,1993．　　
- 2003年  日本病跡学会賞

　『創造性の精神分析　ルソー・ヘルダーリン・ハイデガー』新曜社，2002．

## 学会
- 日本精神医学史学会理事
- 日本病跡学会常任理事
- 日仏医学会常任理事
- 日本精神神経学会元評議員
- 日本精神病理学会元理事
- 日本社会精神医学会元理事
- 日本精神科診断学会元理事[2]

## 著書
- グローバル化時代の精神病理学　精神科臨床の基本視座．金剛出版，2024．
- 精神病理・精神療法の展開　二重らせんから三重らせんへ．中山書店，2015．
- 職場結合性うつ病．金原出版，東京，2013．
- 人の絆の病理と再生― 臨床哲学の展開．弘文堂，2010．
- 統合失調症の語りと傾聴―EBMからNBMへ―．金剛出版，2005．
- 創造性の精神分析―ルソー、ヘルダーリン、ハイデガー．新曜社，2001．
- 分裂病の構造力動論―統合的治療にむけて．金剛出版，1999．
- 構造論的精神病理学―ハイデガーからラカンヘ．弘文堂，1995．

共編著
- 症例に学ぶ精神科診断・治療・対応．阿部隆明、小林聡幸、塩田勝利（編集）金原出版，2015．
- 薬物療法を精神病理学的視点から考える．石郷岡純共編著，学樹書院，2015．
- レジリアンス　文化・創造．金原出版，2012．ISBN 9784307150668
- レジリアンス 現代精神医学の新しいパラダイム．八木剛平共編著，金原出版，2009．
- 新世紀の精神科治療　第7巻　語りと聴取．中山書店，2008.
- Advanced Psychiatry 脳と心の精神医学．武田雅俊、神庭重信共編著，金芳堂，2007.
- 現代精神医学事典.神庭重信、中谷陽二、武田雅俊、鹿島晴雄、狩野力八郎、市川宏伸共編著,弘文堂，2011．

翻訳
- M.ゴラント、S.ゴラント：愛する人がうつ病になったときあなたはどうする？―実践的・共感的な支援ガイド．（監訳、林 暁子訳）星和書店，2013．
- フロイト全集19　1925－28年　否定/制止，症状，不安/素人分析の問題．（責任編集、石田雄一、大宮勘一郎共訳）岩波書店，2010．
- R.シュママ、B.ヴァンデルメルシュ編：新版 精神分析事典．小出浩之、新宮一成、鈴木國文、小川豊昭（共監訳），弘文堂，2002．

## 論文
- Troubles mentaux liés au Covid-19, au Japon, en 2020, Réalités cliniques et considérations psychopathologiques．Perspectives Psy 60：281-290，2021．
- Work-Related Depression in Japan．The Japan Mission Journal 68: 259-270, 2014.
- La dépression liée au travail au Japon à l’époque de la mondialisation. Perspectives Psychiatriques, 52:340-348, 2013.
- Psychopathologie du syndrome d’Asperger et 《aspérigisation》 de la société contemporaine. Neuropsychiatrie de l’enfance et de l’adolescence 59:274-278, 2011.
- Clinical courses of hypochondriac-cenesthopathic symptoms in schizophrenia. Psychopathology 30 : 76-82, 1997.
- Thème de la mort et de la coupure chez les schizophrènes. L’Evolution Psychiatrique 58 : 727-742, 1993.

## 関連人物
- 宮本忠雄
- 阿部隆明